# Cosmerga
Cosmerga (in croato: Kosmerka) è un isolotto della Dalmazia settentrionale in Croazia; si trova nel mare Adriatico a sud-ovest di Zuri, fa parte dell'arcipelago di Sebenico. Amministrativamente appartiene al comune di Sebenico, nella regione di Sebenico e Tenin.
Assieme all'adiacente scoglio Proclandizza (vedi sez. isole adiacenti) vengono indicati come scogli Cosmerka o scogli Blittivizza

## Geografia

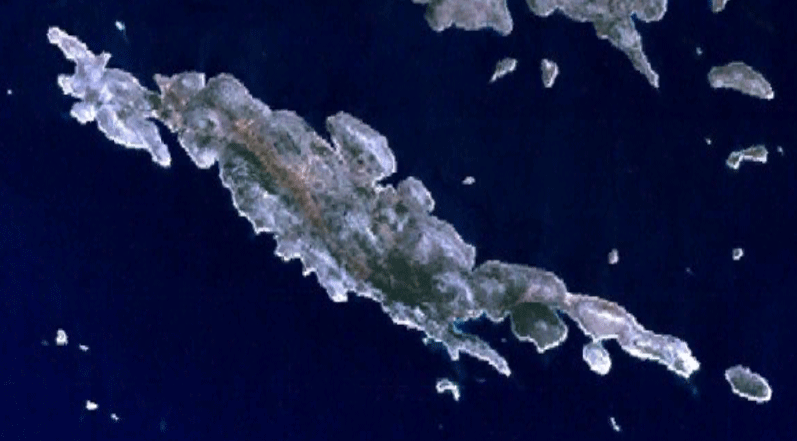
Zuri vista dal satellite. Cosmerga e gli altri scogli sono visibili nell'angolo in basso a sinistra.

Cosmerga è il maggiore fra gli scogli che si trovano in quel tratto di mare a sud-ovest di Zuri e dista dall'isola circa 3 km; ha una forma triangolare, una superficie di 0,037 km², uno sviluppo costiero di 0,79 km e un'altezza di 27 m.

### Isole adiacenti
- Proclandizza[7] (Proklandica), scoglio a forma triangolare a sud-est di Cosmerga, a circa 200 m[2]; ha una superficie di 3454 m²[8], uno sviluppo costiero di 228 m[8] e l'altezza di 5 m[2] 43°37′56″N 15°36′28″E.
- Scoglio Balcon[4][5] o Monfalcon[6] (hrid Balkun), 160 m[2] a ovest di Cosmerga, piccolo e rotondo con un'altezza di 4 m[2]; ha una superficie di 1613 m²[8] 43°37′59″N 15°36′00″E.
- Rauna[4][9] o Ravna[5][6][10] (Vrtlac), isolotto 940 m[2] circa a sud-sud-est di Cosmerga, e a 3,8 km dalla costa di Zuri; ha una superficie di 0,018 km²[1], uno sviluppo costiero di 0,53 km[1] e un'altezza di 17 m[2] 43°37′26″N 15°36′30″E.
- Petroso[4][11], Camignac[6][10] o Kamini[5] (Babuljak), scoglio circa 200 m a est-sud-est di Rauna; ha una lunghezza di circa 180 m[2], una superficie di 9744 m²[8], uno sviluppo costiero di 434 m[8] e un'altezza di 15 m[2] 43°37′20″N 15°36′49″E.
- Secca Cormeni[12] (plićak Grmeni), 780 m[2] a est-sud-est di Petroso 43°37′15.54″N 15°37′25.08″E.
- Lucietta (Blitvenica), isolotto in mare aperto, 2,3 km[2] a sud-ovest di Cosmerga.

### Cartografia
- (HR) Mappa topografica della Croazia 1:25000, su preglednik.arkod.hr. URL consultato il 6 luglio 2017.
- G. Giani, Carta prospettiva delle Comuni censuarie della Dalmazia, foglio 6, 1839. Fondo Miscellanea cartografica catastale, Archivio di Stato di Trieste.
- Carta di cabottaggio del mare Adriatico, foglio VII, Milano, Istituto geografico militare, 1822-1824. URL consultato il 17 giugno 2017 (archiviato dall'url originale il 13 aprile 2013).